# Østlandet
Østlandet (bokmål), Austlandet (nynorsk), „východní země“, též Východní Norsko, je jeden z tradičních pěti norských regionů (landsdeler „zemědílů“) ležící v jihovýchodní části země. Zahrnuje téměř třetinu rozlohy Norska a v roce 2023 v něm žilo více než polovina jeho obyvatel. Na severu hraničí s regionem Trøndelag, na východě se Švédskem, na jihozápadě s Sørlandetem a na západě s Vestlandetem. Zahrnuje následující kraje (fylke):
| Kraj      | Počet obyvatel | Rozloha      | Správní centrum |
| --------- | -------------- | ------------ | --------------- |
| Akershus  | 728 803        | 5 894,47 km2 | Moss            |
| Buskerud  | 269 819        | 14,908 km2   | Drammen         |
| Innlandet | 376 304        | 52 072 km2   | Hamar           |
| Oslo      | 709 037        | 454,12 km2   | Oslo            |
| Østfold   | 312 152        | 4 180,7 km2  | Sarpsborg       |
| Telemark  | 175 546        | 15 298,2 km2 | Skien           |
| Vestfold  | 253 555        | 2 167,7 km2  | Tønsberg        |

V Østlandetu leží hlavní norské město Oslo, žije zde zhruba polovina obyvatel Norska a jedná se o průmyslové centrum země. Nalézá se zde více než polovina orné půdy v zemi. Významným je také turismus, ať už spojený s hlavní městem, letními aktivitami u moře a jezer, zimními sporty nebo horskou turistikou v severní části regionu. V  Østlandetu se mluví skupinou nářečí zvaných østnorsk „východní norština“, mezi které patří také mluvená podoba jazyka, která převládající v médiích a které se učí většina cizinců nazývaná někdy standard østnorsk „standardní východní norštinu“. Ta je neoficiálně považována za mluvenou podobu bokmålu.

## Geografie
Na severozápadě Østlandetu, u hranic s Vestlandet, leží pohoří Jotunheimen s nejvyšší norskou horou Galdhøpiggen (2469 m n. m.). Na severních hranicích se nachází druhé nejvyšší norské pohoří Dovrefjell, pohoří Rondane, a celá severní část regionu je obecně hornatá a zalesněná. Horská pásma od Jotunheimu až k jižnímu kraji Agder, která tvoří hranici s Vestlandetem, se nazývají Langfjella. Na severozápadě leží také náhorní plošina Hardangervidda, největší parovina v Evropě. K jihu se nadmořská výška snižuje až k Oslofjordu a průlivu Skagerrak v Severním moři. K dalším fjordům patří Langesundsfjord na západě regionu. Teče zde nejdelší norská řeka Glomma, k dalším řekám patří Drams a Numedalslågen, a leží mnoho jezer, z nichž největší je Mjøsa.